# Portrait de la marquise de Santa Cruz
Le portrait de la marquise de Santa Cruz (1805) est une huile sur toile de Francisco de Goya exposée au Musée du Prado après avoir été acquise par cette institution en 1986.

## Analyse
La toile représente Joaquina Téllez-Girón (en), marquise de Santa Cruz, qui reçut ce titre après son mariage en 1801 avec José Gabriel de Silva et Walstein, marquis de Santa Cruz et premier directeur du Musée du Prado. Elle était la fille du neuvième duc d'Osuna. C’était une femme instruite qui participait aux rassemblements philosophiques du siècle des Lumières. Goya la connut dès l'enfance et la représenta sur un portrait de famille, Les Ducs d'Osuna et leurs enfants également au musée du Prado. 
On la voit ici allongée sur un canapé rouge et tenant un instrument de musique qui ressemble à une lyre mais qui, selon le musée du Prado serait une guitare imitant la forme d’une lyre. Elle porte une robe blanche et une couronne de branches de vigne chargée de raisin. L'iconographie est clairement inspirée de la nymphe Érato, muse à la lyre amoureuse, allusion à ses préoccupations poétiques. La surprenante Croix basque peinte sur l'instrument n’est pas un ajout postérieur. Ce symbole d’origine celtique ou antérieur, fut peint par Goya sûrement comme allusion mythologique. 
La robe est typique du style empire de Napoléon, avec un décolleté plongeant et une taille haute avec la ceinture sous la poitrine. Cette robe, des décennies plus tard, a été considérée comme trop osée et la toile fut surnommée par la famille « grand-mère dans sa chemise de nuit » bien que ce fut la robe d’un jour férié ou d’une représentation officielle, mais non une chemise de nuit. 
Ce tableau est un exemple de l'assimilation par Goya du second style néoclassique, le style Empire, apparu au début du XIXe siècle. Goya y dépasse le Néoclassicisme hispanique et italien d’Anton Raphael Mengs et Tiepolo pour les nouveaux modèles français qui avaient émergé après la Révolution française, dans la lignée de  Paolina Borghese de Antonio Canova réalisée à la même époque. 
La technique de la peinture combine des coups de pinceau chargés en pâte sur la cuisse droite, ce qui alimente l'intensité de la lumière blanche, et d’autres plus légers et dilués pour les volutes grenat, le tissu mauve et  violet du canapé et des rideaux. Les voiles sont traités avec un glacis subtil qui produit sur toute la peinture une texture de gaze, alimentant la sensuelle et délicate beauté érotique qui émane de la jeune fille.

## Historique et protection du patrimoine
Au cours du dix-neuvième siècle et au début du XXe, elle appartenait à une collection aristocratique de Madrid, elle apparut lors de la première exposition rétrospective sur Goya, qui s'est tenue au Prado en 1928. En 1940, selon certaines sources mal documentées, elle fut choisie par Francisco Franco comme cadeau à Hitler lors de la célèbre Entrevue d’Hendaye. La raison de ce choix pourrait être la présence d'une croix gammée sur la guitare de la marquise. Ce symbole, désormais tristement associé avec le nazisme, a des origines celtiques mais il est probable que c’ait été une allusion mythologique de la part de Goya. Dans tous les cas, cette croix gammée est d’origine et n’a pas été ajoutée lorsque la toile fut offerte au dictateur allemand. 
Pour des raisons obscures, la peinture n'a finalement pas été remise à Hitler et resta aux douanes d’Hendaye. Elle a ensuite intégré la célèbre collection privée  Valdés de Bilbao. Au début de la décennie de 1980, la collection fut répartie entre les différents héritiers, et la peinture de Goya fut vendue. 
En 1983, la peinture fut emportée de Majorque à l'étranger par voie maritime. Elle passa en Suisse et fut achetée par un noble anglais, Lord Wimborne, qui décida de la mettre aux enchères à Londres en 1986. Lors de l’annonce de la vente, le gouvernement espagnol déposa plainte, affirmant que le travail avait été exporté illicitement. La peinture étant déclarée d'intérêt culturel, elle n’aurait pas pu être exportée. 
Le conflit a pris fin avec la suspension de la vente aux enchères et la récupération de la toile, qui intégra le Musée du Prado, mais Lord Wimborne dut être dédommagé à hauteur de 6 millions de dollars, soit près de 900 millions de pesetas de l'époque, car il semble qu’il n’était pas au courant de l'origine douteuse du tableau par son courtier. Pour couvrir ce somme, le gouvernement espagnol leva divers fonds apportés par des entreprises. Une demande fut adressée au baron Hans Heinrich Thyssen-Bornemisza, qui refusa car il souhaitait acquérir la toile pour sa propre collection (contribution qu’il apporta en d’autres occasions, notamment pour empêcher le départ pour la Grande-Bretagne des Trois Grâces de Canova, en échange d’une exposition temporaire dans son musée madrilène. Ces échanges entre le musée du Prado et du Musée Thyssen-Bornemisza emmenèrent cependant une coopération sur le long terme.